# Geailoge
Geailoge war ein Flüssigkeitsmaß in einigen französischen Provinzen. Man nutzte allerdings teilweise unterschiedliche Größen. Eine grobe Unterscheidung machte man mit kleines, mittleres und großes Maß über die Anzahl der zu einer Einheit Geailoge gehörende Pinten. Zur Veranschaulichkeit der Maßgröße kann eine Pinte mit etwa einem Liter gleichgesetzt werden
- 1 Geailoge = 8 oder 12 oder 16 Pinten[1]